# Bitka na Gvozdu
Bitka na Gvozdu bila je hrvatsko-ugarski oružani sukob koji se vodio 1097. godine na gori Gvozd između hrvatske vojske predvođene kraljem Petrom Snačićem (prema starijim izvorima Svačićem) i ugarskih snaga pod zapovjedništvom kralja Kolomana Arpadovića. Do bitke je došlo zbog zaoštravanja dinastičke krize nakon smrti Stjepana II., posljednjeg hrvatskog kralja iz dinastije Trpimirovića (sama kriza započela je nekoliko godina ranije, kada je 1089. umro kralj Dmitar Zvonimir), te ugarskog polaganja prava na hrvatsku krunu. Sraz dviju vojski na planini Gvozd bio je vrhunac tih dugotrajnih političkih i vojnih previranja u Hrvatskoj. Bitka je završila porazom Hrvata i smrću kralja Petra, što je imalo dalekosežne posljedice i značilo presudnu prekretnicu u hrvatskoj povijesti, jer od tada hrvatskim zemljama više nikad nisu vladali kraljevi narodne krvi, nego oni tuđinskog podrijetla, a srednjovjekovna hrvatska država, premda zadržavši mnoge atribute državnosti, bila je izložena mnogobrojnim stranim utjecajima i teritorijalnim posizanjima, što je potrajalo sve do današnjih dana. U spomen na kralja Petra, Gvozd je, prema tradicionalnoj hrvatskoj historiografiji, preimenovan u Petrovu goru.